# Клир, Джон
Джон Дойл Клир (англ. John Doyle Klier, в публикациях на русском языке — Клиер; 13 сентября 1944, Белфонт, Пенсильвания, США — 23 сентября 2007, Лондон, Великобритания) — американо-британский историк, специалист по истории российского еврейства во времена Российской империи.

## Биография
Родился в 1944 году в городе Белфонт штата Пенсильвания в семье учёного, читавшего курс по аэрокосмической технике в Сиракузском университете (в городе Сиракузы (Сиракьюс), штат Нью-Йорк).
Имел ирландские и немецкие корни. 
Получил степень магистра в области истории в частном католическом Университете Нотр-Дам в штате Индиана. В 1975 году в Иллинойсском университете в Урбане-Шампейне получил степень доктора философии по истории, защитив диссертацию о том, как после разделов Речи Посполитой происходило встраивание евреев в государственную систему Российской империи.
Эту диссертацию Клир затем переработал и расширил до монографии «Россия собирает своих евреев. Происхождение еврейского вопроса в России (1772-1825)», вышедшей в 1986 году.
Преподавал в канзасском Форт-Хейском университете.
В 1990—2007 годах — преподаватель (с 1993 года — доцент; с 1996 года — профессор) современной еврейской истории Университетского колледжа Лондона.
В 1991 году, когда открылись архивы, стал одним из первых западных учёных, начавших работать в России и странах бывшего СССР — в Москве, Санкт-Петербурге, Киеве и Минске. В 1993 году получил на эту масштабную работу грант, в 1995 выпустил свою вторую большую монографию «Еврейский вопрос в Российской империи (1855—1881).».
Был женат на Хелен Мингей и имел двоих детей — сына и дочь.
Скончался от рака 23 сентября 2007 года. Отпевание состоялось в лондонской церкви святого Лаврентия в Евреях близ Гилдхолла.
Клир был экспертом в нескольких национальных литературах, причём любил читать книги на языке оригинала.

## Научные труды

### Монографии
- Perspectives on the 1881—1882 pogroms in Russia. Pittsburgh, Forbes Quadrangle, 1984, with Alexander Orbach.
- Russia gathers her Jews: The origins of the «Jewish question» in Russia, 1772—1825. Northern Illinois University Press, 1986.
- Pogroms: anti-Jewish violence in modern Russian history, with Shlomo Lambroza, 1992.
- Imperial Russia’s Jewish question, 1855—1881 . Cambridge and New York, Cambridge University Press, 1995.
- The quest for Anastasia: Solving the mystery of the lost Romanovs . Secaucus, N.J., Carol Publishing Group, 1997 (соавтором стала жена).

#### Переводы на русский язык
- Клиер Дж. Д. Россия собирает своих евреев. Происхождение еврейского вопроса в России. 1772-1825 = Russia gathers her Jews: The origins of the «Jewish question» in Russia, 1772—1825. — М.: Мосты культуры / Гешарим, 2000. — 190 с. — ISBN 5-93273-023-4.